# Blue Panorama Airlines
Blue Panorama Airlines är ett italienskt flygbolag bildat 3 september 1998 med bas i Fiumicino i Italien. Bolaget utför reguljärflyg och charterflyg från Italien med fokus på Milano-Malpensa flygplats och Rom-Fiumicinos flygplats till diverse destinationer. Sin tredje bas har bolaget i Tirana i Albanien på Tiranas internationella flygplats Moder Teresa. Bolaget har även ett lågprisflygbolag som utför korta till medellånga flygningar under namnet Blu-express.